# فهرست اسپانیایی‌های برنده جایزه نوبل
اسپانیایی‌ها تا کنون هفت جایزهٔ نوبل را دریافت کرده‌اند.

## برندگان
| سال  | نام                  | جایزه  |
| ---- | -------------------- | ------ |
| ۱۹۰۴ | خوزه اچه‌خارای        | ادبیات |
| ۱۹۰۶ | سانتیاگو رامون کاخال | پزشکی  |
| ۱۹۲۲ | خاسینتو بناونته      | ادبیات |
| ۱۹۵۶ | خوآن رامون خیمنس     | ادبیات |
| ۱۹۵۹ | سورو اوچوآ           | پزشکی  |
| ۱۹۷۷ | ویسنته آله‌ایخاندره   | ادبیات |
| ۱۹۸۹ | کامیلو خوزه سلا      | ادبیات |